# Danh sách nguyên thủ quốc gia Tây Ban Nha
Danh sách nguyên thủ quốc gia của Tây Ban Nha đó là các vị vua và tổng thống cai trị Tây Ban Nha. Tiền thân là ngôi vua của các chủ thể trong lịch sử Tây Ban Nha:
- Vua của Asturias
- Vua của Navarra
- Vua của León
- Vua của Galicia
- Vua của Castilla
- Vua của Aragón

Dòng dõi này cuối cùng đã được thống nhất bằng hôn nhân giữa Ferrando II của Aragón và Isabel I của Castilla. Mặc dù 2 vương quốc của họ vẫn tách biệt nhưng có mối liên minh ràng buộc lẫn nhau như một lãnh thổ. Ferrando chinh phục một phần phía nam lãnh thổ Navarra và sáp nhập vào lãnh thổ Tây Ban Nha. Isabel trao lại vương quốc cho con gái mình Juana I của Castilla. Ferrando giữ vai trò nhiếp chính của Juana khi bà bị loạn trí; cho tới khi giới quý tộc Castilla thay Philip I chồng của Joanna, và Ferdinand lại tiếp tục nhiếp chính khi Philip chết. Năm 1516 sau cái chết của Ferdinand II, Juana được thừa hưởng vương quốc Aragón, nhưng bà bị giữ làm tù nhân do bệnh điên tại Tordesillas. Con trai của Juana, Hoàng đế La mã thần thánh tương lai Karl V không muốn đơn thuần là nhiếp chính đã tuyên bố là vua của Castilla và Aragón cùng với mẹ tại Brussels. Sau đó nghị viện của Castile và Aragon chấp thuận Charles V và mẹ của mình đồng cai trị. Sau khi Juana chết, Carlos V nằm quyền vua của Castilla và Aragón một mình, và ngôi vua đã thống nhất từ đó.
Trong đệ nhất cộng hòa Tây Ban Nha (1873-1874) nguyên thủ quốc gia được gọi là Tổng thống Hành pháp. Và tiếp tục trong đệ nhị cộng hòa Tây Ban Nha (1931-1939) với danh hiệu là Tổng thống Tây Ban Nha (Tổng thống Cộng hòa). Ngày nay Tây Ban Nha là chế độ quân chủ lập hiến do đó không có chức vụ Tổng thống, tuy nhiên Thủ tướng nắm giữ danh hiệu chính thức Chủ tịch Chính phủ. 

## Vương quốc Tây Ban Nha(1516–1873)

### Gia tộc Habsburg(1516–1700)
Sau Charles I, 2 ngôi vua của Castile và Aragon thống nhất là một.
| # | Chân dung | Quốc huy | Tên                                                    | Tuổi                            | Trị vì                | Danh hiệu | Ghi chú                                                         |
| - | --------- | -------- | ------------------------------------------------------ | ------------------------------- | --------------------- | --- | --------------------------------------------------------------- |
| 1 |           |          | Carlos I (Hoàng đế Karl V) Carlos I, el César Carlos   | 24/2/1500 - 21/9/1558 (58 tuổi) | 14/3/1516 - 16/1/1556 | - Hoàng đế La Mã Thần thánh; Vua của Đức và Ý - Vua của Tây Ban Nha, Sicilia và Sardinia - Vua của Napoli và Jerusalem - Thân vương xứ Austria - Công tước xứ Bourgogne (Danh nghĩa), Lãnh chúa Hà Lan     | con của Juana I của Castilla, cháu của Isabel I và Ferdrando II |
| 2 |           |          | Felipe II, Cẩn trọng Felipe II, el Prudente            | 21/5/1527 - 13/9/1598 (71 tuổi) | 16/1/1556 - 13/9/1598 | - Vua của Tây Ban Nha, Sicily và Sardinia - Vua của Napoli và Jerusalem - Vua của Bồ Đào Nha - Vua của Anh và Ireland (jure uxoris) - Công tước Bourgogne (Danh nghĩa), Lãnh chúa Hà Lan - Công tước Milan | con của Carlos I                                                |
| 3 |           |          | Felipe III, Ngoan đạo Felipe III, el Piadoso           | 14/4/1578 - 31/3/1621 (42 tuổi) | 13/9/1598 - 31/3/1621 | - Vua của Tây Ban Nha, Naples, Bồ Đào Nha, Sicily và Sardinia - Công tước Milan | con của Felipe II                                               |
| 4 |           |          | Felipe IV, Vĩ đại Felipe IV, el Grande, el Rey Planeta | 8/4/1605 - 17/9/1665 (60 tuổi)  | 3/3/1621 - 17/9/1665  | - Vua của Tây Ban Nha, Bồ Đào Nha (tới 1640), Naples, Sicily và Sardinia - Công tước Milan - Vua của Hà Lan và Bá tước sứ quân của Burgundy                                                                | con của Felipe III                                              |
| 5 |           |          | Carlos II, Bị bỏ bùa mê Carlos II, el Hechizado        | 6/11/1661 - 1/11/1700 (38 tuổi) | 17/9/1665 - 1/11/1700 | - Vua của Tây Ban Nha, Naples, Sicily và Sardinia - Công tước Milan - Vua của Hà Lan và Bá tước sứ quân của Burgundy                                                                                       | con của Felipe IV                                               |

Tranh chấp kế vị
| # | Chân dung | Quốc huy | Tên                                                                 | Tuổi                             | Trị vì               | Danh hiệu                                                                                | Ghi chú             |
| - | --------- | -------- | ------------------------------------------------------------------- | -------------------------------- | -------------------- | ---------------------------------------------------------------------------------------- | ------------------- |
| 6 |           |          | Thái tử Karl của Áo, như Carlos III Archiduque Carlos, (Carlos III) | 1/10/1685 - 20/10/1740 (aged 55) | 12/9/1703 - 2/7/1715 | - Vua của Tây Ban Nha, Naples, Sicily và Sardinia - Công tước của Milan - Vua của Hà Lan | cháu của Felipe III |

Năm 1700 Carlos II qua đời. Carlos chuyển quyền kế vị cho Felipe 16 tuổi, là cháu của vua Louis XIV của Pháp và María Teresa của Tây Ban Nha chị gái của Carlos II, sẽ là người kế vị toàn bộ Đế chế Tây Ban Nha. Trước đó Maria Theresia đã tuyên bố từ bỏ kế vị Tây Ban Nha do cuộc hôn nhân với Louis XIV, do đó ngôi vua sẽ được chuyển cho em trai của Philip Charles, Công tước của Berry hoặc Thái tử Áo Charles VI.
Thái tử Áo Charles VI là người có quyền kế vị hợp pháp ngôi vua Tây Ban Nha do thân phụ của ông là Leopold I, Hoàng đế La Mã Thần thánh là con của Maria Ana của Tây Ban Nha và là cháu ngoại của vua Philip III. Tuy nhiên Philip có quyền thừa kế tốt hơn bởi vì ông nội của Philip là vua Louis XIV của Pháp (là con trai của Công chúa Anne của Tây Ban Nha, cháu ngoại vua Philip III của Tây Ban Nha) và bà nội của Philip là Công chúa Maria Theresa của Tây Ban Nha (là con gái vua Philip IV của Tây Ban Nha). Tuy nhiên Maria Theresa của Tây Ban Nha đã từ bỏ quyền kế vị (cho bản thân và con cháu của mình) sau khi kết hôn với vua Louis XIV.
Do đó chiến tranh nổ ra Thái tử Áo Charles VI tuyên bố là vua Tây Ban Nha đối đầu với Philip V. Charles tuyên bố từ bỏ ngôi vua Tây Ban Nha sau hiệp ước Rastatt năm 1714 nhưng vẫn sử dụng tước hiệu vua Tây Ban Nha cho danh hiệu của mình. Philip lên ngôi vua Tây Ban Nha và tuyên bố từ bỏ quyền kế vị lên ngôi vua Pháp. 

### Nhà Borbón(1700–1808)
| #  | Chân dung   | Quốc huy | Tên                                                                       | Tuổi                             | Trị vì                                                            | Danh hiệu           | Ghi chú            |
| -- | ----------- | -------- | ------------------------------------------------------------------------- | -------------------------------- | ----------------------------------------------------------------- | ------------------- | ------------------ |
| 6  |             |          | Felipe V, Anh dũng Felipe V, el Animoso                                   | 19/12/1683 - 9/7/1746 (62 tuổi)  | 16/11/1700 - 14/1/1724 (thoái vị và nhường ngôi cho con của mình) | Vua Tây Ban Nha     | chắt của Felipe IV |
| 7  | không khung |          | Luis I, Yêu mến, Tự do Luis I, el Bien Amado, el Liberal                  | 25/8/1707 - 31/8/1724 (17 tuổi)  | 14/1/1724 - 31/8/1724 (cai trị được 7 tháng thì chết)             | Vua của Tây Ban Nha | con của Felipe V   |
| 8  |             |          | Felipe V, Anh dũng Felipe V, el Animoso                                   | 19/12/1683 - 9/7/1746 (62 tuổi)  | 6/9/1724 - 9/7/1746 (tái nhiệm khi con ông chết)                  | Vua của Tây Ban Nha | cha của Luis I     |
| 9  |             |          | Fernando VI, Thông thái Fernando VI, el Prudente, el Justo                | 23/9/1713 - 10/8/1759 (45 tuổi)  | 9/7/1746 - 10/8/1759                                              | Vua của Tây Ban Nha | con của Felipe V   |
| 10 |             |          | Carlos III, Khai sáng, Vua-thị trưởng Carlos III, el Político             | 20/1/1716 - 14/12/1788 (72 tuổi) | 10/8/1759 - 14/12/1788                                            | Vua của Tây Ban Nha | con của Felipe V   |
| 11 |             |          | Carlos IV, Thợ săn Carlos IV, el Cazador                                  | 11/11/1748 - 20/1/1819 (70 tuổi) | 14/12/1788 - 19/3/1808                                            | Vua của Tây Ban Nha | con của Carlos III |
| 12 |             |          | Fernando VII, Mong ước, Vua Tàn ác Fernando VII, el Deseado, el Rey Felón | 14/10/1784 - 29/9/1833 (48 tuổi) | 19/3/1808 - 6/5/1808                                              | Vua của Tây Ban Nha | con của Carlos IV  |

### Nhà Bonaparte(1808-1813)
Quốc vương đầu tiên là Joseph I, được em trai là Napoleon I đưa lên sau khi Charles IV và Fernando VII của Tây Ban Nha đã thoái vị. Các danh hiệu vua Joseph I sử dụng là Vua của Tây Ban Nha và Ấn Độ, bởi sự khoan dung của thiên chúa và Hiến pháp nhà nước. Joseph I cũng sử dụng các tước hiệu của các vua Tây Ban Nha trước. Một chính quyền đối lập với Pháp được thành lập tại Cádiz ngày 25/9/1808 trong đó tiếp tục ủng hộ Fernando VII của Tây Ban Nha đang bị bắt giam làm vua. Chính quyền được Anh và các quốc gia đang có chiến tranh với Pháp ủng hộ
| #  | Chân dung | Quốc huy | Tên                                               | Tuổi                           | Trị vì                | Danh hiệu                                                                        | Ghi chú                                                                   |
| -- | --------- | -------- | ------------------------------------------------- | ------------------------------ | --------------------- | -------------------------------------------------------------------------------- | ------------------------------------------------------------------------- |
| 13 |           |          | Joseph I, Xâm nhập, Chai Joe José I, Pepe Botella | 7/1/1768 - 28/7/1844 (76 tuổi) | 6/6/1808 - 11/12/1813 | - Vua của Tây Ban Nha - Vua của Napoli và Sicily và Ấn Độ - Comte de Survilliers | không có mối quan hệ, được bổ nhiệm và là anh trai của Napoleon Bonaparte |

### Nhà Borbón(1813–1868) (phục hoàng đệ nhất)
Con trai trưởng của Charles IV tiếp tục kế nhiệm ngôi vua, danh hiệu tiếp tục sử dụng là Vua của Castile, Leon, Aragon...bởi ơn huệ của thiên chúa.
| #  | Chân dung | Quốc huy | Tên                                                                       | Tuổi                             | Trị vì                                                   | Danh hiệu            | Ghi chú                                  |
| -- | --------- | -------- | ------------------------------------------------------------------------- | -------------------------------- | -------------------------------------------------------- | -------------------- | ---------------------------------------- |
| 14 |           |          | Fernando VII, Mong ước, Vua Tàn ác Fernando VII, el Deseado, el Rey Felón | 14/10/1784 - 29/9/1833 (48 tuổi) | 11/12/1813 - 29/9/1833 (khôi phục quyền lực từ Napoleon) | Vua của Tây Ban Nha  | con của Carlos IV                        |
| 15 |           |          | Isabel II, Với một số mệnh buồn Isabel II, la de los Tristes Destinos     | 10/10/1830 - 10/4/1904 (73 tuổi) | 29/9/1833 - 30/9/1868                                    | Nữ hoàng Tây Ban Nha | con gái của Fernando VII của Tây Ban Nha |

### Nhà Saboya(1870–1873)
Sau cách mạng 1868 tại Tây Ban Nha, Isabel II bị hạ bệ. Một chính phủ lâm thời và nhiếp chính do Francisco Serrano y Domínguez đứng đầu được thành lập, đóng vai trò đứng đầu nhà nước. Từ ngày 8/10/1868 tới ngày 4/12/1870 đã yêu cầu một vị vua mới. Amadeo I được bầu làm vua với danh hiệu vua Tây Ban Nha bởi ơn huệ của Chúa và ý chí dân tộc.
| #  | Chân dung | Quốc huy | Tên                                                                 | Tuổi                            | Trị vì                | Danh hiệu       | Ghi chú                                  |
| -- | --------- | -------- | ------------------------------------------------------------------- | ------------------------------- | --------------------- | --------------- | ---------------------------------------- |
| 15 |           |          | Amadeo I, Vua lịch thiệp, "Vua Macaroni" Amadeo I, el Rey Caballero | 30/5/1845 - 18/1/1890 (44 tuổi) | 4/12/1870 - 11/2/1873 | Vua Tây Ban Nha | hậu duệ của Philip II và của Charles III |

## Đệ nhất Cộng hòa (1873-1874)
Đệ nhất Cộng hòa Tây Ban Nha bắt đầu được tính từ khi vua Amedeo I thoái vị ngày 10/2/1873. Ngày hôm sau 11/2 nước cộng hòa tuyên bố được thành lập với Quốc hội tự do, dân chủ và cộng hòa. Cộng hòa tồn tại 23 tháng.

### Tổng thống quyền hành pháp
| # | Chân dung | Quốc huy | Tên                                                  | Từ        | Đến        | Đảng chính trị           |
| - | --------- | -------- | ---------------------------------------------------- | --------- | ---------- | ------------------------ |
| 1 |           |          | Estanislao Figueras                                  | 12/2/1873 | 11/6/1873  | Cộng hòa liên bang       |
| 2 |           |          | Francisco Pi y Margall                               | 11/6/1873 | 18/7/1873  | Cộng hòa liên bang       |
| 3 |           |          | Nicolás Salmerón y Alonso                            | 18/7/1873 | 7/9/1873   | Cộng hòa hiện đại        |
| 4 |           |          | Emilio Castelar y Ripoll                             | 7/9/1873  | 3/1/1874   | Cộng hòa nhất thể        |
| 5 |           |          | Francisco Serrano y Domínguez Công tước của la Torre | 3/1/1874  | 30/12/1874 | Cộng hòa bảo thủ độc tài |

## Vương quốc Tây Ban Nha (1874-1931)

### Nhà Borbón(1874-1931) (phục hoàng lần hai)
Con trai cả của Isabella II được khôi phục ngôi vua, quân chủ lập hiến Tây Ban Nha. Trong khoảng thời gian 7 tháng khi không chọn được người kế vị thay vua Alfonso XII thì Nữ hoàng Maria Christina đã nhiếp chính cho tới khi vua Alfonso XIII được ra đời và đủ 16 tuổi.
| #  | Chân dung | Quốc huy | Tên                                                     | Tuổi                              | Trị vì                  | Danh hiệu                | Ghi chú             |
| -- | --------- | -------- | ------------------------------------------------------- | --------------------------------- | ----------------------- | ------------------------ | ------------------- |
| 16 |           |          | Alfonso XII, Người hòa giải Alfonso XII, el Pacificador | 28/11/1857 - 25/11/1885 (27 tuổi) | 30/12/1874 - 25/11/1885 | Vua lập hiến Tây Ban Nha | con của Isabel II   |
| 17 |           |          | Alfonso XIII, Người châu Phi Alfonso XIII, el Africano  | 17/5/1886 - 28/2/1941 (54 tuổi)   | 17/5/1886 - 14/4/1931   | Vua lập hiến Tây Ban Nha | con của Alfonso XII |

## Đệ nhị Cộng hòa (1931-1939)
Đệ nhị Cộng hòa bắt đầu từ khi vua Alfonso XIII rời khỏi đất nước sau một thời kỳ khủng hoảng xã hội khi Chính phủ độc tài của tướng Primo de Rivera sụp đổ 1 năm trước đó. Ngày 1/4/1939 người cuối cùng của Cộng hòa đầu hàng phe Quốc gia do Francisco Franco lãnh đạo kết thúc nội chiến Tây Ban Nha.

### Tổng thống Cộng hòa
| # | Chân dung | Quốc huy | Tên                             | Từ         | Đến       | Đảng chính trị                                      |
| - | --------- | -------- | ------------------------------- | ---------- | --------- | --------------------------------------------------- |
| 1 |           |          | Niceto Alcalá-Zamora            | 11/12/1931 | 7/4/1936  | Cộng hòa bảo thủ                                    |
|   |           |          | Diego Martínez Barrio Tạm quyền | 7/4/1936   | 10/5/1936 | Đảng Liên minh Cộng hòa Liên minh Mặt trận Bình dân |
| 2 |           |          | Manuel Azaña                    | 11/5/1936  | 3/3/1939  | Cộng hòa cánh tả Liên minh Mặt trận Bình dân        |

## Chính phủ Cộng hòa Tây Ban Nha lưu vong (1939-1977)
Tổng thống lưu vong
- Álvaro de Albornoz y Liminiana (11/5/1940 – 17/8/1945) (quyền)
- Diego Martínez Barrio (17/8/1945 – 1/1/1962)
- Luis Jiménez de Asúa (11/2/1962 – 16/11/1970)
- José Maldonado Gonzalez (11/1970 – 1/7/1977)

## Tây Ban Nha Francoist(1936-1975)
Ngày 1/10/1936 tướng Francisco Franco tuyên bố là nguyên thủ nhà nước các khu vực do phe Quốc gia kiểm soát sau khi nội chiến Tây Ban Nha bùng nổ. Sau khi nội chiến kết thúc tướng Franco kiểm soát toàn bộ Tây Ban Nha. Năm 1947 Franco tuyên bố khôi phục quân chủ lập hiến, nhưng không cho phép đòi hỏi không chính đáng, Juan de Borbón, Bá tước của Barcelona được chỉ định lên ngôi. Năm 1969 Franco tuyên bố Juan Carlos con trai của Bá tước Barcelona sẽ là người kế vị. Sau khi Franco chết, Juan Carlos kế nhiệm và là vua Tây Ban Nha.
| #                             | Chân dung   | Quốc huy | Tên                              | Nguyên thủ từ | Nguyên thủ tới | Đảng chính trị   |
| ----------------------------- | ----------- | -------- | -------------------------------- | ------------- | -------------- | ---------------- |
| Nguyên thủ nhà nước(Caudillo) |             |          |                                  |               |                |                  |
| 1                             |             |          | Francisco Franco                 | 1/10/1936     | 20/11/1975     | Quân đội Falange |
| Tổng thống nhiếp chính        |             |          |                                  |               |                |                  |
| 2                             | không khung |          | Alejandro Rodríguez de Valcárcel | 20/11/1975    | 22/11/1975     | Quân đội Falange |

## Vương quốc Tây Ban Nha (1975-nay)

### Nhà Borbón(1975-nay) (phục hoàng lần ba)
Yêu cầu truyền ngôi của Alfonso XIII cho con trai thứ 3 (do 2 người con đầu không kế tục) Infante Juan, Bá tước của Barcelona, và sau đó được truyền tiếp tới con trai của mình Juan Carlos với danh hiệu vua Tây Ban Nha.
Juan Carlos thoái vị và nhường ngôi cho con trai của mình Felipe VI ngày 19/6/2014 với người kế vị là con gái Infanta Leonor.
| #  | Chân dung | Quốc huy | Tên           | Tuổi             | Trị vì                 | Danh hiệu       | Ghi chú                                                                                  |
| -- | --------- | -------- | ------------- | ---------------- | ---------------------- | --------------- | ---------------------------------------------------------------------------------------- |
| 18 |           |          | Juan Carlos I | 5 tháng 1, 1938  | 22/11/1975 - 19/6/2014 | Vua Tây Ban Nha | cháu nội của Alfonso XIII, thông qua người con thứ 3 Infante Juan, Bá tước của Barcelona |
| 19 |           |          | Felipe VI     | 30 tháng 1, 1968 | 19/6/2014 - nay        | Vua Tây Ban Nha | con của Juan Carlos I                                                                    |